# 弗雷澤島
弗雷澤島（Fraser Island），或譯福瑞沙島、芬瑟島，是世界上最大的純砂島，长122公里，總面積有1630平方公里，移动的沙丘、彩色砂石悬崖、雨林植物、清澈的海湾和白色海滩构成了该岛独一无二的自然景观。聯合國在1992年登記本島為世界遺產之一。
此島位於澳洲東岸，位於昆士蘭州府城布里斯本北方250公里處，芬瑟島與澳洲大陸中間隔有大砂海峽，南端的起點為庫羅拉鎮（Cooloola），從大砂區域開始往北延伸約175公里。最寬處約有25公里，最高點為海拔260公尺。目前芬瑟島歸於澳洲瑪麗伯勒和赫維灣市議會（City of Hervey Bay）負責維護。目前此島上由大砂國家公園留有保護區。

## 歷史

### 名稱由來
芬瑟島最早的名稱是當地Buechulla族原住民的土語，稱做K'gari，意即「天堂」。在島上介紹如此引述：
「根據原住民傳說，當人被創造後，且需要地方居住時，大神Beeral遣送他的使徒Yendingie與女神K'gari，從天堂到人間來創造土地與山、河、海洋。女神K'gari愛上了地球的秀麗變得不想要回天堂了，於是使徒Yendingie就將女神K'gari變為一座如天堂般的海島：芬瑟島」
芬瑟之名則來自於伊莉莎·芬瑟的海難生存故事。1836年，詹姆斯·芬瑟上尉與他的妻子伊莉莎·芬瑟因船難困在島上（船名為史特林堡Stirling Castle.），詹姆斯身亡，但妻子芬瑟獲救。海難後芬瑟曾到英國與澳洲巡迴演講她的故事。芬瑟的故事有好幾種版本，至今最準確的版本已不可考了。

### 原住民
考古學研究發現芬瑟島在5000多年前就有人類活動的證據，島上的原始居民原有400-600人左右，因冬季時島上有豐富的漁獲，後來成長為約2000人到3000人左右的族群。當地理大发现興起時，歐洲來的移民對這些原住民形成了傷害，在1840年代，這些歐洲移民或駐兵以武器、疾病和食物掠奪的方式逐漸減少了原住民的數量。直到1890年，島上Butchulla族原住民僅剩約300人，在1904年更被迫遷移到昆士蘭省的兩個原住民保留區：亞拉巴佈和Durundur。

### 早期歐洲探險歷史
第一位在紀錄上發現芬瑟島的是英國的庫克船長，時間約為1770年5月18日到20日之間，當時庫克正經過澳洲東部的沿海，他將此島命名為印第安頭。並在航海日誌上紀錄著，看到島上有為數不少的原住民聚集。1799年和1802年，英國人馬修·福林達斯亦曾航行經過此島，並將其紀錄在手繪地圖上，但當時並沒有清楚的畫出芬瑟島是與澳洲大陸分離的。1836年，由於史特林堡船難，來自歐洲的詹姆斯·芬瑟和妻子在島上居住了六週。

### 伐木與採礦
芬瑟島最早的工業發生在1863年，由於島上的樹木品種優良，伐木業也因此欣欣向榮，最早的伐木者為美國人傑克·皮考特，島上的伐木鐵路也是這一時期興建的。1950年，島上正式有開採矽晶砂的礦產租約，1977年環保意識抬頭，經過一番爭戰，芬瑟島遂停採了砂礦。不過；直到1991年伐木業才因提倡環保的澳洲法官東尼·費滋傑羅大力推動而停止。

### 山火
2020年10月初，一場非法篝火引起弗雷澤島山火。截至2020年12月6日，弗雷泽岛过火面积超過800平方公里，將近弗雷泽岛总面积一半。

## 地理概貌

### 地理成因推测
弗雷泽岛由数百年前大陆南方的山脉受风雨剥蚀开始形成，风把细岩石屑刮到海洋中，又被洋流带向北面，慢慢沉积在海底，冰河时期海面下降，沉积的岩屑露出海面，被风吹成大沙丘，后来海面回升，洋流带来更多的沙子。植物的种子被风和鸟雀带到岛上，并开始在湿润的沙丘上生长。  

### 水文景觀

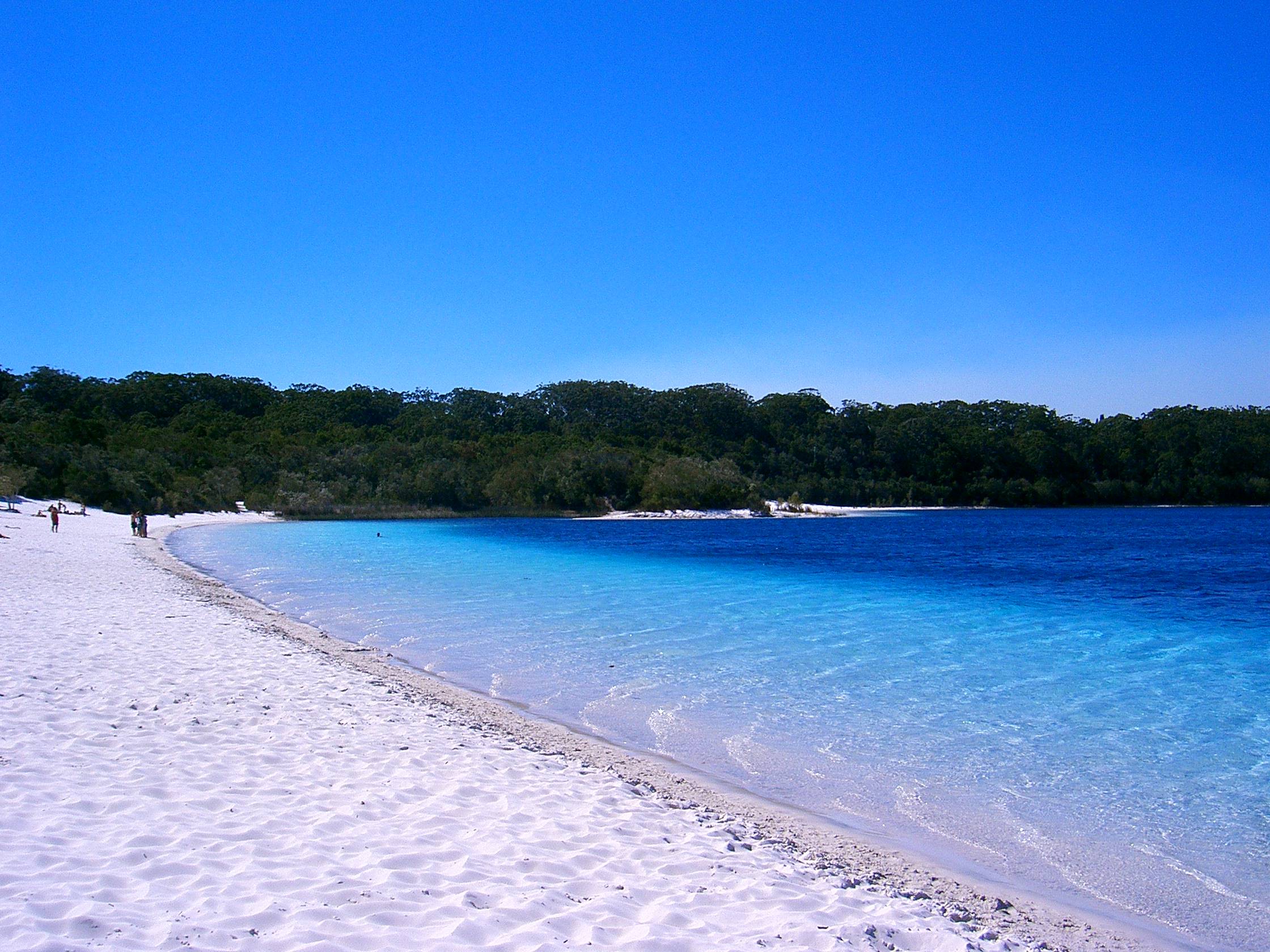
2004年的麥肯席湖

芬瑟島以水文景觀出名，此海島上共有100個砂丘湖，砂丘湖數量僅次於澳洲的塔斯馬尼亞島。芬瑟島上的淡水湖也是世界最潔淨的淡水湖之一。該島較出名的觀光湖是Eurong小鎮的麥肯錫湖（Lake McKenzie，南緯25度26分49.01秒，東經153度03分27.68秒）。此湖海拔約100公尺，有廣大潔淨的砂灘，位於海草區周邊，面積有150公頃，湖深僅約5公尺。湖邊的砂為純淨的二氧化硅成份，可用來清洗頭髮、牙齒、珠寶、甚至是皮膚。湖水有少量營養素，PH值低於皮膚酸鹼度，目前該湖的主要汙染源來自遊客的防曬乳液與肥皂。
此外，伊萊溪是澳洲東岸最大的島內溪流，流量約為8千萬公升，此溪設有一條木頭步道，訪客可沿著步道走到伊萊溪源頭或下游，亦可溯溪。

### 人文景觀
芬瑟島的中央鐵路站也是島上的悠久景點，這一個鐵路站周圍具有許多特殊的植物景觀，某些罕有的特有種蕨類在鐵路周邊的雨林中也可找到。該島的沙丘在東南風吹幅下，一年約以一到二公尺的距離移動，並帶走經過的種子，小石等，因此在島的西南方邊緣，砂地累積的營養較高，植物也生長得比較茂盛。最遠的砂甚至有從新南威爾斯州沖刷來的。
島上的瑪希諾沈船（SS Maheno Wreck）也是相當著名的景點之一。

## 交通與旅遊
從赫維灣或彩虹海灘北處英斯基普半島可搭乘渡輪抵達芬瑟島，也可乘坐小飛機從陽光海岸的陽光海岸機場到島上。在芬瑟島，有些區域僅容四輪車可及，亦需要申請澳洲荒野許可（簡稱為RAM:Restricted Access Management Permit），某些島上休息站備有汽車供出租，亦有觀光導覽巴士的行程。

## 外部連結
- 衛星空照圖Google Maps

- 芬瑟島資訊